# Kawasaki ZZ-R 250
La Kawasaki ZZ-R 250, o chiamata anche ZZR250, è una motocicletta stradale prodotta dalla casa motociclistica giapponese Kawasaki dal 1986 al 2005.

## Descrizione e tecnica
Introdotta nel 1986, ad alimentare la moto c'era un motore a due cilindri in linea a quattro tempi dalla cilindrata di 248 cm³ raffreddato a liquido dotato di due carburatori. La velocità massima era di circa 100 mph (circa 160 km/h).
La testata aveva la distribuzione con doppio albero a camme in testa a 8 valvole, con quattro valvole per cilindro. Alesaggio e corsa misuravano rispettivamente 64 × 41,2 mm (il motore era progettato per essere un corsa corta), venendo alimentato da due carburatori Keihin da 30 mm di diametro. Il propulsore ha un albero di equilibratura per compensare il momento di inerzia e ridurre le vibrazioni tipiche dei bicilindrici.
Il telaio è un del tipo perimetrale.
La forcella telescopica dal diametro di 41 mm, mentre un tradizionale forcellone con mono ammortizzatore posteriore a gas. La frenata è affidata a un sistema composto da in singolo disco all'anteriore e al posteriore. Il terminale di scarico singolo è posizionati sulla destra.
Il motore nella sua ultima evoluzione erogava di potenza 34 CV a 12.500 giri.